# Gotard z Hildesheimu
Święty Gotard, Gottard, ang. Gotthard, niem. Godehard, (ur. 960 w Reichersdorf koło Niederalteich w Dolnej Bawarii, zm. 5 maja 1038 w Hildesheimie) – święty katolicki, biskup i opat.

## Życiorys
Urodził się w Bawarii, gdzie jego ojciec pracował na rzecz klasztoru benedyktyńskiego w Niederalteich. W roku 990 Gotard przyłączył się do mnichów, a w sześć lat później został przełożonym klasztoru w Niederaltaich. W kolejnych latach Gotard pomagał wprowadzić w swoim klasztorze regułę św. Benedykta, później korzystając ze wsparcia cesarza Henryka II, reformował klasztory w Tegernsee, Hersfeld i Kremsmünster. W 1022 roku został biskupem Hildesheim, którym pozostał do swej śmierci w 1038 r. Kanonizowany w roku 1131.
Od czasu kanonizacji kult świętego Gotarda w XII i XIII wieku rozprzestrzenił się po całej Europie, także w Polsce, czego świadectwem są istniejące po dziś dzień parafie pod wezwaniem św. Gotarda w Kaliszu i w Pałukach, a także rotunda w Strzelinie. W lecie 1135 roku książę polski Bolesław Krzywousty odbył uroczystą pielgrzymkę do grobu św. Gotarda w katedrze w Hildesheimie.
Od imienia biskupa Gotarda wzięła nazwę przełęcz w Alpach, łącząca południowy obszar niemieckojęzycznych terenów obecnej Szwajcarii z północną częścią obszarów włoskojęzycznych. Nazwano ją imieniem Gotarda, ponieważ w czasie, gdy był on biskupem Hildesheim, prowadził na terenie obecnej miejscowości Sankt Moritz dom, służący jako noclegownia dla podróżnych, którymi byli najczęściej pielgrzymi udający się do Rzymu.
Patron murarzy, wzywany w podagrze, reumatyzmie, chorobach dziecięcych, chroni przed burzą i gradem. Wspomnienie liturgiczne obchodzone jest 5 maja. W ikonografii przedstawiany jest jako biskup, z modelem kościoła w ręce.